# Žametna penica
Žametna penica (znanstveno ime Curruca melanocephala) je vrsta ptic iz družine penic, razširjena po vsem Sredozemlju.

## Opis
Je penica čokate rasti, ki v dolžino zraste 13–14 cm in ima razmeroma veliko glavo. Ta je po vrhu in licih pri samcih vpadljivo črno operjena, z golim rdečim obročem kože okrog očesa. Na temenu postopoma prehaja v sivo osnovno operjenost hrbtnega dela telesa, po grlu pa ostro prehaja v belo. Po bokih je sivi odtenek temnejši. Samice imajo sivo glavo in rjavkast trup z bolj olivno zelenkastimi boki, grlo pa je tudi pri njih belo.

## Ekologija in razširjenost
Je generalističen ptič, ki poseljuje raznolike tople habitate v nižje ležečih predelih Sredozemlja. Kot vsejed se prehranjuje z različnimi nevretenčarji, v glavnem žuželkami, in sadeži. Rastlinska hrana prevladuje zlasti jeseni in pozimi.
Populacije, ki živijo v bližini obal Sredozemlja, ostanejo vse leto na istem mestu, medtem ko se severnejše odselijo na krajše ali daljše razdalje. Nekateri ptiči preletijo Saharo in prezimujejo na severu Senegala, Nigerja ali Sudana. Gnezdijo večinoma od marca do junija v grmovju, kjer samica splete skledičasto gnezdo iz trave in vanj izleže 3–5 jajc.So monogamni in par brani gnezditveni teritorij, oba starša sodelujeta pri valitvi in skrbi za mladiče.
Samo evropsko populacijo ocenjujejo na skoraj šest milijonov gnezditvenih parov in v nekaterih delih območja razširjenosti so žametne penice lokalno najpogostejši ptiči. Zato po merilih Svetovne zveze za varstvo narave vrsta ne velja za ogroženo. V Sloveniji je žametna penica kot sredozemska vrsta zelo redka gnezdilka na severnem robu območja razširjenosti, omejena na Koprska brda in Komenski kras.

## Podvrste
Geografska raznolikost žametne penice deloma sledi Glogerjevemu pravilu, čeprav ne tako izrazito kot pri nekaterih drugih značilnih penicah. Veljavnost podvrst leucogastra in norissae ni splošno sprejeta, medtem ko je bila podvrsta valverdei opisana šele pred kratkim. Po drugi strani pa bi leucogastra lahko predstavljala več kot le eno podvrsto.
- Curruca melanocephala melanocephala (Gmelin, 1789)

Razširjena je od Iberskega polotoka preko severnega Sredozemlja do zahodne Turčije. Širi se še v Maghreb iz Iberije in v Libijo iz Italije prek Sicilije. Pozimi se seli v Sahel in oaze Sahare.
Velika, dolga krila, rep na koncu precej špičast. Temna oblika, pri samcih običajno brez rdečkastega odtenka, boki izrazito sivi. Hrbtna stran samic se giblje od temno olivno rjave do sivo olivne barve.
- Curruca melanocephala leucogastra (Ledru, 1810) - pogosto vključena v melanocephala;  njen filogenetski status potrebuje dodatno preverjanje[5]

Stalno prisotna na Kanarskih otokih, verjetno se občasno seli med vzhodnimi otoki in Magrebom.
Srednje velika, s kratkimi krili in velikim kljunom. Ptice iz tenerifov in La Palma (zahodne) so najbolj izrazite: zgoraj temne, spodaj pa imajo samci rjavkasto ali bež barvo. Vzhodne ptice(Fuerteventura, Lanzarote in Gran Canaria)so bolj podobne podvrstama melanocephala in momus, vendar se razlikujejo po velikostih.
- Curruca melanocephala momus (Hemprich & Ehrenberg, 1833)

Stalno živi na Bližnjem vzhodu z občasnimi lokalnimi premiki.
Manjša podvrsta, s kratkimi krili. Zgornja stran se spreminja od rjavo sive do rjavo rdečkaste; spodnja stran je skoraj vedno z rdečkastim odtenkom. Samice so rjavo rdečkaste do rjavo olivne barve.
- Curruca melanocephala norissae Nicoll, 1917: verjetno le lokalna oblika podvrste momus[5]

Prisotena v regiji delte Nila. Izumrla okoli leta 1940.
Podobna podvrsti momus, vendar navadno bolj rdečkasta.
- Curruca melanocephala valverdei Cabot & Urdiales, 2005 - nedavno ločena od melanocephala

Prisotna od Tiznita (Maroko) proti jugu do Rakovega povratnika,v notranjosti do roba Sahare. Stalna prisotna, z občasnimi sezonskimi premiki.
Srednje velika podvrsta, rep skoraj kvadraten. Zelo enotno obarvana, najbledlejša podvrsta. Spodnja stran povsem bela. Samci imajo črn vrh glave. Mladiči so peščene barve.